# Municipio de Clear Lake (Minnesota)
El municipio de Clear Lake (en inglés, Clear Lake Township) es un municipio del condado de Sherburne, Minnesota, Estados Unidos. Tiene una población estimada, a mediados de 2022, de 1729 habitantes.

## Geografía
Está ubicado en las coordenadas 45°26′07″N 93°59′26″O / 45.43528, -93.99056 (45.435186, -93.990639). Según la Oficina del Censo, tiene una superficie total de 95.6 km², de los cuales 86.3 km² corresponden a tierra firme y 9.3 km² están cubiertos de agua.

## Demografía
Según el censo de 2020, en ese momento había 1675 personas residiendo en la zona. La densidad de población era de 19.4 hab./km². El 95.64 % de los habitantes eran blancos, el 0.24 % eran afroamericanos, el 0.12 % eran amerindios, el 0.78 % eran asiáticos, el 0.06 % era isleño del Pacífico, el 0.24 % eran de otras razas y el 2.93 % eran de una mezcla de razas. Del total de la población, el 0.84 % eran hispanos o latinos de cualquier raza.